# Лепланд, Отт
Отт Ле́планд (эст. Ott Lepland, 17 мая 1987, Таллин, Эстония) — эстонский певец, представлявший Эстонию на конкурсе песни «Евровидение-2012».

## Биография
Лепланд начал петь ещё с детства. Первые альбомы с детскими песнями были выпущены им в 1995—1996 годах. В то время он проходил обучение в музыкальной школе Георга Отса в Таллине по классу поп- и джаз-музыки. Также в течение нескольких лет учился играть на фортепиано.

### Eesti otsib superstaari
Является победителем третьего сезона местного исполнительского конкурса «Eesti otsib superstaari». Ниже приведена таблица с участием Отта Лепланда в финале конкурса «Eesti otsib superstaari»:
| Дата  | Эпизод                    | Песня                                   | Первый исполнитель | Результат             |
| ----- | ------------------------- | --------------------------------------- | ------------------ | --------------------- |
| 15.10 | Первый дополнительный тур | «Permanent»                             | David Cook         | Выход в следующий тур |
| 18.10 | Второй дополнительный тур | «All By Myself»                         | Eric Carmen        | Выход в следующий тур |
| 25.10 | I финал                   | «Everybody Hurts»                       | R.E.M.             | Выход в следующий тур |
| 01.11 | II финал                  | «Eestlane olen ja eestlaseks jään»      | Иво Линна          | Выход в следующий тур |
| 08.11 | III финал                 | «Dude Looks Like a Lady»                | Aerosmith          | Выход в следующий тур |
| 15.11 | IV финал                  | «You Can Leave Your Hat On»             | Randy Newman       | Выход в следующий тур |
| 22.11 | V финал                   | Hüvasti, kollane koer                   | Урмас Алендер      | Выход в следующий тур |
| 29.11 | VI финал                  | «Angel»                                 | Sarah McLachlan    | Выход в следующий тур |
| 29.11 | VI финал                  | What’s My Name?                         | Snoop Dogg         | Выход в следующий тур |
| 06.12 | VII финал                 | «Kohtumistund»                          | Иво Линна          | Выход в следующий тур |
| 06.12 | VII финал                 | Light On                                | David Cook         | Выход в следующий тур |
| 13.12 | VIII финал                | «One Vision»                            | Queen              | Выход в следующий тур |
| 13.12 | VIII финал                | Rändajad с Сандрой Нурмсалу             | Urban Symphony     | Выход в следующий тур |
| 20.12 | Суперфинал                | «The Little Drummer Boy»                |                    | Победитель            |
| 20.12 | Суперфинал                | Kohtumistund                            | Иво Линна          | Победитель            |
| 20.12 | Суперфинал                | «I Will Talk and Hollywood Will Listen» | Robbie Williams    | Победитель            |

### Евровидение-2012
В 2012 году представил свою страну на конкурсе песни Евровидение-2012 с композицией «Kuula» (рус. Слушай). На конкурсе песня исполнялась на эстонском языке, также существуют версии на русском (рус. Слушай), английском и испанском. Вошёл в первую десятку. Занял 6 место, получив 120 баллов.

### После Евровидения
В 2013 году Отт участвовал во втором сезоне программы «Su nägu kõlab tuttavalt», эстонской версии передачи Один в один!

## Награды
- Ежегодная премия эстонской поп-музыки (эст. Eesti Popmuusika Aastaauhinnad):
  - Новичок года (2011)[4]
  - Радио-хит года: «Süte peal sulanud jää» (2011)[4]

## Дискография

### Альбомы
1. 1995 — Oti jõululaulud / Рождественские песни Отта
2. 1996 — Oti suvelaulud / Летние песни Отта
3. 1996 — Ott ja Valged jänesed / Отт и белые кролики
4. 1996 — Ott ja sõbrad / Отт и его друзья
5. 2010 — Ott Lepland / Отт Лепланд
6. 2011 — Laulan ma sind / Я пою для тебя
7. 2012 — Kuula / Слушай
8. 2012 — Öö mu kannul käib / Ночь за мной
9. 2015 — Siinpoolne / На этой стороне

### Синглы
- 2009 — Otsides ma pean su jälle leidma / В поисках я должен найти тебя снова
- 2010 — Süte peal sulanud jää / Растаявший на углях лёд
- 2010 — Läbi öise Tallinna / Через ночной Таллин
- 2010 — Üheskoos on olla hea / Быть вместе хорошо
- 2010 — Kohtume jälle / Встретимся снова
- 2010 — Sinuni / До тебя
- 2011 — Öö / Ночь
- 2011 — Tunnen elus end / Я чувствую себя живым